# Festuca burgundiana
Festuca burgundiana là một loài thực vật có hoa trong họ Hòa thảo. Loài này được Auquier & Kerguélen mô tả khoa học đầu tiên năm 1977.